# Trichosalpinx ligulata
Trichosalpinx ligulata är en orkidéart som beskrevs av Carlyle August Luer och Alexander Charles Hirtz. Trichosalpinx ligulata ingår i släktet Trichosalpinx och familjen orkidéer. Inga underarter finns listade i Catalogue of Life.